# Olympische Jugend-Winterspiele 2012/Freestyle-Skiing
Bei den Olympischen Jugend-Winterspielen 2012 in Innsbruck fanden vom 15. bis 22. Januar 2012 insgesamt vier Wettbewerbe im Freestyle-Skiing statt. Austragungsort war Kühtai.

## Bilanz

### Medaillenspiegel
| Platz  | Land               | Gold | Silber | Bronze | Gesamt |
| ------ | ------------------ | ---- | ------ | ------ | ------ |
| 1      | Österreich         | 2    | –      | –      | 2      |
| 2      | Finnland           | 1    | 1      | –      | 2      |
| 3      | Schweiz            | 1    | –      | 1      | 2      |
| 4      | Deutschland        | –    | 1      | –      | 1      |
| 4      | Norwegen           | –    | 1      | –      | 1      |
| 4      | Tschechien         | –    | 1      | –      | 1      |
| 7      | Frankreich         | –    | –      | 1      | 1      |
| 7      | Kanada             | –    | –      | 1      | 1      |
| 7      | Vereinigte Staaten | –    | –      | 1      | 1      |
| Gesamt | Gesamt             | 4    | 4      | 4      | 12     |

### Medaillengewinner
| Disziplin | Gold            | Silber                     | Bronze                   |
| --------- | --------------- | -------------------------- | ------------------------ |
| Männer    |                 |                            |                          |
| Halfpipe  | Kai Mahler      | Lauri Kivari               | Aaron Blunck             |
| Skicross  | Niki Lehikoinen | Marzellus Renn             | Matty Herauf             |
| Frauen    |                 |                            |                          |
| Halfpipe  | Elisabeth Gram  | Tiril Sjåstad Christiansen | Marine Tripier Mondancin |
| Skicross  | Michaela Heider | Veronika Čamková           | Emilie Benz              |

## Männer

### Halfpipe
| Platz | Land | Sportler         | Punkte |
| ----- | ---- | ---------------- | ------ |
| 1     | SUI  | Kai Mahler       | 130,0  |
| 2     | FIN  | Lauri Kivari     | 104,0  |
| 3     | USA  | Aaron Blunck     | 078,0  |
| 4     | NZL  | Beau-James Wells | 065,0  |
| 5     | FRA  | César Fabre      | 058,5  |
| 6     | CAN  | Aaron MacKay     | 052,0  |

Datum: 15. Januar

Teilnehmer aus deutschsprachigen Ländern:

 Daniel Walchhofer belegte mit 37,7 Punkten den 9. Platz.

 Lucas Mangold belegte mit 28,6 Punkten den 12. Platz.

### Skicross
| Platz | Land | Sportler           | Punkte  |
| ----- | ---- | ------------------ | ------- |
| 1     | FIN  | Niki Lehikoinen    | 56,15 s |
| 2     | GER  | Marzellus Renn     | 56,96 s |
| 3     | CAN  | Matty Herauf       | 57,34 s |
| 4     | AUS  | Harry Laidlaw      | 57,43 s |
| 5     | NOR  | Marius Bø Vangsnes | 57,73 s |
| 6     | AUT  | Michael Schatz     | 57,76 s |

Datum: 22. Januar

Weitere Teilnehmer aus deutschsprachigen Ländern:

 Vincent Gentet belegte mit 59,45 s den 12. Platz.
Aufgrund großer Neuschneemengen konnten die Finalläufe nicht ausgetragen werden. Für die Rangierung ausschlaggebend war das Ergebnis des Qualifikationslaufes.

## Frauen

### Halfpipe
| Platz | Land | Sportlerin                 | Punkte |
| ----- | ---- | -------------------------- | ------ |
| 1     | AUT  | Elisabeth Gram             | 140,0  |
| 2     | NOR  | Tiril Sjåstad Christiansen | 112,0  |
| 3     | FRA  | Marine Tripier Mondancin   | 084,0  |
| 4     | CAN  | Shannon Gunning            | 070,0  |
| 5     | GBR  | Katie Summerhayes          | 063,0  |
| 6     | SUI  | Alexia Bonelli             | 056,0  |

Datum: 15. Januar

### Skicross
| Platz | Land | Sportler         | Punkte      |
| ----- | ---- | ---------------- | ----------- |
| 1     | AUT  | Michaela Heider  | 58,38 s     |
| 2     | CZE  | Veronika Čamková | 58,63 s     |
| 3     | SUI  | Emilie Benz      | 58,82 s     |
| 4     | CAN  | India Sherret    | 1:00,21 min |
| 5     | AUS  | Claudia Leggett  | 1:00,30 min |
| 6     | GER  | Katharina Tordi  | 1:00,82 min |

Datum: 22. Januar
Aufgrund großer Neuschneemengen konnten die Finalläufe nicht ausgetragen werden. Für die Rangierung ausschlaggebend war das Ergebnis des Qualifikationslaufes.